# Jeszenszky Béla
Nagyjeszeni báró Jeszenszky Béla (1867. február 19. – Budapest, 1896. november 20.) császári és királyi kamarás, a magyar királyi közoktatásügy minisztérium szolgálaton kívüli segédtitkára.

## Élete
Az ősrégi nagyjeszeni Jeszenszky család bárói ágának a sarja. Jeszenszky Kálmán báró (1830-1918), a paksi Takarékpénztár elnöke, és draskóczi Moravcsik Klotild (1833-1894) fia. Nagyapja, nagyjeszeni Jeszenszky János (1793-1866), 1865. január 3.-án szerzett bárói címet I. Ferenc József magyar királytól. Nagybátyja, báró nagyjeszeni Jeszenszky Sándor (1827-1899) országgyűlési képviselő volt. Tanulmányainak bevégzése után államszolgálatba lépett. A vallás- és közoktatásügy minisztériumban előbb fogalmazó, majd segédtitkár lett.

## Munkái
- Költeményei a Budapesti Szemlében (1887), az Ország Világban (1887) jelentek meg.
- Ifjúkori kisérletek. Budapest, 1884.
- A társországok közjogi viszonya a magyar államhoz. Budapest-Bécs, 1889.